# 4 × 50 meter mixed frisim vid världsmästerskapen i kortbanesimning 2024
4 × 50 meter mixed frisim vid världsmästerskapen i kortbanesimning 2024 avgjordes den 13 december 2024 i Donau Arena i Budapest i Ungern.
Guldet togs av Italien efter ett lopp på 1 minut och 28,50 sekunder. Silvret togs av Kanada och bronset togs av Polen.

## Rekord
Inför tävlingens start fanns följande världs- och mästerskapsrekord:
|                   | Nation    | Tid     | Ort                   | Datum            |
| ----------------- | --------- | ------- | --------------------- | ---------------- |
| Världsrekord      | Frankrike | 1.27,33 | Melbourne, Australien | 16 december 2022 |
| Mästerskapsrekord | Frankrike | 1.27,33 | Melbourne, Australien | 16 december 2022 |

## Resultat

### Försöksheat
Försöksheaten startade klockan 09:02.
| Placering | Heat | Bana       | Nation                                                                                         | Simmare | Tid     | Noteringar |
| --------- | ---- | ---------- | ---------------------------------------------------------------------------------------------- | --- | ------- | ---------- |
| 1         | 5    | 4          | Italien                                                                                        | Leonardo Deplano (21,08) Lorenzo Zazzeri (21,25) Silvia Di Pietro (23,71) Sara Curtis (23,42)                                  | 1.29,46 | 0Q0        |
| 2         | 5    | 3          | Neutral Athletes B                                                                             | Dmitrij Zjavoronkov (21,63) Pavel Samusenko (20,56) Alina Gaifutdinova (24,09) Darja Trofimova (23,66)                         | 1.29,94 | 0Q0        |
| 3         | 3    | 6          | Polen                                                                                          | Piotr Ludwiczak (21,34) Kamil Sieradzki (21,27) Kornelia Fiedkiewicz (24,07) Katarzyna Wasick (23,46)                          | 1.30,14 | 0Q0        |
| 4         | 2    | 8          | Kanada                                                                                         | Finlay Knox (21,69) Yuri Kisil (20,65) Penny Oleksiak (24,10) Mary-Sophie Harvey (23,79)                                       | 1.30,23 | 0Q0        |
| 5         | 4    | 4          | Nederländerna                                                                                  | Nyls Korstanje (21,21) Thomas Verhoeven (21,69) Maaike De Waard (23,76) Milou Van Wijk (23,87)                                 | 1.30,53 | 0Q0        |
| 6         | 4    | 3          | Norge                                                                                          | Bjørnar Grytnes Laskerud (21,28) Nicholas Lia (21,17) Mari Moen (24,02) Hedda Øritsland (24,42)                                | 1.30,89 | 0Q0        |
| 7         | 4    | 8          | Hongkong                                                                                       | Ian Ho (21,13) Ralph Yat Ho Koo (21,73) Siobhan Haughey (23,87) Sum Yiu Li (24,21)                                             | 1.30,94 | 0Q0        |
| 8         | 5    | 5          | Slovakien                                                                                      | Matej Duša (21,55) Tibor Tišťan (21,18) Teresa Ivan (24,19) Lillian Slušná (24,08)                                             | 1.31,00 | 0Q0        |
| 9         | 3    | 3          | USA                                                                                            | Michael Andrew (21,27) Matt King (21,23) Claire Weinstein (24,49) Alex Shackell (24,09)                                        | 1.31,08 | R          |
| 10        | 2    | 4          | Japan                                                                                          | Masahiro Kawane (21,50) Kaiya Seki (21,12) Yume Jinno (24,10) Mizuki Hirai (24,37)                                             | 1.31,09 | R          |
| 11        | 4    | 7          | Tyskland                                                                                       | Artem Selin (21,76) Martin Wrede (21,49) Nina Jazy (23,97) Nele Schulze (24,04)                                                | 1.31,26 |            |
| 12        | 1    | 4          | Spanien                                                                                        | Sergio de Celis (21,63) Nacho Campos Beas (21,34) Carmen Weiler (24,41) Maria Daza Garcia (24,26)                              | 1.31,64 |            |
| 13        | 4    | 5          | Sverige                                                                                        | Robin Hanson (21,61) Elias Persson (21,53) Klara Thormalm (24,47) Sofia Åstedt (24,44)                                         | 1.32,05 |            |
| 14        | 3    | 4          | Ungern                                                                                         | Benedek Andor (22,36) Boldizsár Magda (21,26) Kiara Pózvai (24,29) Petra Senánszky (24,22)                                     | 1.32,13 |            |
| 15        | 3    | 8          | Sydkorea                                                                                       | Jihun Kim (21,66) Yuchan Ji (20,90) Soeun Jeong (25,09) Yeonkyung Hur (24,52)                                                  | 1.32,17 |            |
| 16        | 5    | 8          | Nya Zeeland                                                                                    | Jack Hendy (22,04) Hugo Wrathall (22,09) Zoe Pedersen (24,34) Emma Godwin (24,27)                                              | 1.32,74 |            |
| 17        | 2    | 7          | Sydafrika                                                                                      | Chris Smith (21,80) Kris Mihaylov (22,44) Caitlin De Lange (24,42) Jessica Thompson (24,61)                                    | 1.33,27 |            |
| 18        | 1    | 6          | Kina                                                                                           | Zhao Jiayue (22,13) Jiang Chenglin (22,30) Liu Shuhan (24,20) Ziqi Xie (24,66)                                                 | 1.33,29 |            |
| 19        | 5    | 1          | Island                                                                                         | Simon Statkevičius (22,04) Guðmundur Leó Rafnsson (22,61) Jóhanna Elín Guðmundsdóttir (25,16) Snæfríður Jórunnardóttir (24,31) | 1.34,12 |            |
| 20        | 1    | 5          | Peru                                                                                           | Anthony Puertas (22,62) Rafael Ponce (22,06) Alexia Sotomayor (25,80) Rafaela Fernandini (25,48)                               | 1.35,96 |            |
| 21        | 1    | 3          | Uganda                                                                                         | Tendo Kaumi (23,75) Tendo Mukalazi (22,76) Gloria Muzito (24,74) Kirabo Namutebi (24,75)                                       | 1.36,00 |            |
| 22        | 2    | 5          | Thailand                                                                                       | Pongpanod Trithan (22,99) Surasit Thongdeang (22,88) Jinjutha Pholjamjumrus (26,74) Jenjira Srisa-Ard (24,31)                  | 1.36,92 |            |
| 23        | 5    | 2          | Kenya                                                                                          | Haniel Kudwoli (23,70) Sara Mose (25,16) Imara Bella Patricia Thorpe (25,53) Stephen Nyoike (23,14)                            | 1.37,53 | 0NR0       |
| 24        | 2    | 3          | Dominikanska republiken                                                                        | Josue Dominguez (23,01) Elizabeth Jimenez (26,08) Darielys Ortiz (26,77) Javier Nunez (21,99)                                  | 1.37,85 |            |
| 25        | 2    | 6          | Jamaica                                                                                        | Sidrell Williams (23,86) Nathaniel Thomas (22,22) Jessica Calderbank (26,77) Leanna Wainwright (26,66)                         | 1.39,51 |            |
| 26        | 2    | 1          | Namibia                                                                                        | Oliver Durand (23,01) Molina Smalley (27,48) Jessica Humphrey (26,98) Ronan Wantenaar (22,21)                                  | 1.39,68 |            |
| 27        | 5    | 6          | Samoa                                                                                          | Kokoro Frost (23,39) Hector Langkilde (22,36) Kaiya Brown (27,73) Paige Schendelaar-Kemp (26,28)                               | 1.39,76 |            |
| 28        | 4    | 1          | Albanien                                                                                       | Grisi Koxhaku (22,41) Kaltra Meca (28,26) Stella Gjoka (27,85) Reidi Resuli (22,73)                                            | 1.41,25 |            |
| 29        | 1    | 2          | Nordkorea                                                                                      | Ryong Hyon Kim (24,47) Sol Song Kim (25,88) Mi Song Pak (25,62) Won Ju Kim (25,56)                                             | 1.41,53 |            |
| 30        | 5    | 7          | Madagaskar                                                                                     | Baritiana Andriampenomanana (26,23) Jonathan Raharvel (24,66) Idealy Tendrinavalona (27,39) Antsa Rabejaona (26,06)            | 1.44,34 |            |
|           | 4    | 2          | Australien                                                                                     | | 0DNS0   | 0DNS0      |
| 2         | 2    | Maldiverna | Mohamed Aan Hussain (23,45) Hamna Ahmed (30,10) Meral Ayn Latheef (28,77) Mohamed Rihan Shiham | 0DSQ0 | 0DSQ0   |            |
| 4         | 6    | Kazakstan  | Gleb Kovaleyna (21,76) Adilbek Mussin (21,39) Sofia Spodarenko Xeniya Ignatova                 | 0DSQ0 | 0DSQ0   |            |

### Final
Finalen startade klockan 17:32.
| Placering | Bana | Nation             | Simmare                                                                                               | Tid     | Noteringar |
| --------- | ---- | ------------------ | --- | ------- | ---------- |
| 1         | 4    | Italien            | Leonardo Deplano (20,80) Alessandro Miressi (21,01) Silvia Di Pietro (23,35) Sara Curtis (23,34)      | 1.28,50 |            |
| 2         | 6    | Kanada             | Ilya Kharun (20,80) Yuri Kisil (20,57) Ingrid Wilm (23,72) Mary-Sophie Harvey (23,51)                 | 1.28,60 |            |
| 3         | 3    | Polen              | Piotr Ludwiczak (21,31) Kamil Sieradzki (20,89) Kornelia Fiedkiewicz (23,70) Katarzyna Wasick (22,90) | 1.28,80 |            |
| 4         | 5    | Neutral Athletes B | Jegor Kornev (20,88) Roman Sjevliakov (21,22) Arina Surkova (23,04) Darja Trofimova (23,81)           | 1.28,95 |            |
| 5         | 2    | Nederländerna      | Nyls Korstanje (21,10) Thomas Verhoeven (21,37) Maaike De Waard (23,77) Milou Van Wijk (23,62)        | 1.29,86 |            |
| 6         | 8    | Slovakien          | Matej Duša (21,24) Tibor Tišťan (21,18) Teresa Ivan (23,91) Lillian Slušná (24,03)                    | 1.30,36 |            |
| 7         | 1    | Hongkong           | Ian Ho (21,08) Ralph Yat Ho Koo (21,80) Siobhan Haughey (23,52) Sum Yiu Li (24,00)                    | 1.30,40 |            |
| 8         | 7    | Norge              | Bjørnar Grytnes Laskerud (21,27) Nicholas Lia (21,02) Mari Moen (24,21) Hedda Øritsland (24,47)       | 1.30,97 |            |